# Dicranomyia aquosa
Dicranomyia aquosa är en tvåvingeart som beskrevs av George Henry Verrall 1886. Dicranomyia aquosa ingår i släktet Dicranomyia och familjen småharkrankar. Inga underarter finns listade i Catalogue of Life.